# Parafia Narodzenia Pańskiego w Antwerpii
Parafia Narodzenia Pańskiego – etnicznie rosyjska parafia prawosławna w Antwerpii, jedna z 13 placówek duszpasterskich eparchii brukselsko-belgijskiej.
W Antwerpii w XIX wieku działała już parafia podlegająca Rosyjskiego Kościoła Prawosławnego. W 1999 została ona reaktywowana przez arcybiskupa Brukseli i całej Belgii Szymona. Jest oficjalnie uznawana przez władze belgijskie od 2004. Językiem liturgicznym jest cerkiewnosłowiański, zaś nabożeństwa odbywają się w wynajmowanym kościele św. Józefa w centralnej części miasta. 